# Телепино
Телепино́ (укр. Телепине) — село в Каменском районе Черкасской области Украины.
В XIX веке любимое имение сенатора А. М. Бороздина и его потомков.
Население по переписи 2001 года составляло 1652 человека. Почтовый индекс — 20842. Телефонный код — 4732.

## Местный совет
20842, Черкасская обл., Каменский р-н, с. Телепино, ул. Центральная, 52